# مزققة أليفة الأوراق
مزققة أليفة الأوراق (الاسم العلمي:Ascobolus foliicola) هي نوع من الفطريات تتبع جنس المزققة من الفصيلة المزققية.